# Хессель, Франц
Франц Хессель (21 ноября 1880, Штеттин, Пруссия — 6 января 1941, Санари-сюр-Мер) — немецкий писатель, переводчик.

## Биография
Родители Хесселя, Фанни и Генрих Хессель, приехали в Берлин в 1880 году. Родители будущего писателя по происхождению были евреями, но для успешной карьеры и жизни они перешли в лютеранскую церковь. Глава семейства занимался банковским делом и смог скопить приличное состояние, что даже после его смерти (отец умер когда Францу было восемь лет) наследство обеспечило сыновьям Францу и Альфреду Хесселю (Alfred Hessel) не бедную жизнь.
В 1899 году Хессель изучал право в Мюнхене, однако позже перевёлся на востоковедение. В итоге университет писатель так и не окончил, решив посвятить себя литературной деятельности. Вскоре он знакомится с Карлом Вольфскелом (Karl Wolfskehl), который помогает Хесселю познакомиться также с Стефаном Джорджем (Stefan George) и с графиней Фанни цу Ревентлоу (Gräfin zu Reventlow), которые позволили ему войти в круг общения «Космического круга» (Kosmikerkreis) в Мюнхене. С 1903 по 1906 год писатель жил в общей квартире с графиней или как её ещё называла богема Мюнхена «Королевой Швабингской» (Schwabinger Gräfin) и её спутником бароном Богданом фон Сухоцким (Bohdan von Suchocki). Воспоминания об этом периоде жизни легли в основу романа «Лавка счастья» («Der Kramladen des Glücks»).
В 1906 году Хессель переезжает в Париж и остается там до Первой мировой войны. Особенно часто он посещал знаменитое кафе Café du Dôme, любимое место встреч иностранных художников в Париже. В этом кафе он познакомился с французским арт-дилером и писателем Анри-Пьером Роше (Henri-Pierre Roché) и молодой художницей Хелен Грунд (Helen Grund), на которой Хессель женился в 1913 году. Позже Хессель опубликовал роман «Парижский роман» («Pariser Romanze»), в котором он подверг глубокому психологическому анализу своё время в Париже и знакомство с женой.
В 1920-х годах Хессель жил вместе с семьёй на Фридрих-Вильгельм-Штрассе в Берлине и работал редактором в издательстве (Rowohlt Verlag). В этот период он переводит работы Стендаля (Marie-Henri Beyle) и Оноре де Бальзака (Honoré de Balzac). Также совместно с Вальтером Беньямином (Walter Benjamin) он переводит два тома романа Марселя Пруста (Marcel Proust) «В поисках утраченного времени». Вместе с редактором Полом Майером (Paul Mayer) и издателем Эрнстом Ровольтом (Ernst Rowohlt), Хессель организовывал свои авторские вечера, в которых принимали участие самые известные писатели того времени. Франц Хессель был одним из самых известных поэтов, романистов и прозаиков Веймарской Германии.
Несмотря на то, что с приходом нацистской партии к власти в Германии ему было запрещено работать, Хессель продолжал работать редактором в издательстве (Rowohlt Verlag) до 1938 года и переводил работы писателя Жюля Ромена (Jules Romains). Незадолго до ноябрьского погрома в 1938 году он последовал совету своей жены и друзей и эмигрировал в Париж. В 1939 году, опасаясь немецких войск, Хессель вместе с семьёй переехал в Санари-сюр-Мер на юг Франции. Однако вскоре по инициативе министра внутренних дел Франции Жоржа Манделя (Georges Mandel) он был интернирован в лагере Les Milles. Во время своего двухмесячного пребывания в лагере 60-летний Хессель перенёс инсульт, что привело к скорой смерти после освобождения.

## Основные работы
В романах Хесселя «Der Kramladen des Glücks» (1913), «Pariser Romanze» (1920), «Heimliches Berlin»(1927) и в фрагментах «Alter Mann» (1987), опубликованных посмертно Берндом Витте (Bernd Witte), показан меланхоличный рассказчик в традиции Марселя Пруста (Marcel Proust). Хессель создал в немецкой литературе персонажа, который страдает от потери прошлого, но при этом готового наслаждаться благами современности. Как сотрудник журналов «Die literäre Welt» и «Das Tage-Buch» Хессель опубликовал многочисленные прозаические произведения, которые вошли в сборники "Teigwaren leicht gefärbt " (1926), «Nachfeier» (1929) и "Ermunterungen zum Genuß " (1933).

## Прогулка в Берлине
«Spazieren in Berlin» (Прогулка в Берлине), вышедшая в 1929 году, является одной из лучших книг о духе времени двадцатых годов XX века в Германии. В противовес скорости, давлению и ажиотажу Веймарской Германии автор предлагает читателю посвятить себя прогулкам, бесцельно бродить вместе с ним по городу. «Медленно гулять по оживленным улицам — это особое удовольствие. Вы переполнены спешкой других…». Хессель прогуливается по шумному Берлину, проходит через площади, улицы, фабрики и парки, посещает восточную часть города с задними дворами и рыночными залами, западную с ночными кафе. Входе прогулки Хессель ловко сплетает прошлое города с настоящим, однако книга также омрачена надвигающейся катастрофой будущего — «Wir werden Weltstadt!» («Мы становимся мегаполисом!»).
«Прогулка в Берлине» — утраченная классика немецкой «пешеходной литературы», созданная под влиянием Вальтера Беньямина и французской литературы. Вальтер Беньямин в рецензии, которую он назвал «Возвращение фланеров», описал эту книгу так: «совершенно эпическая книга, память о которой была не источником, а музой». Для Вальтера Беньямина фланер — это гуляющий горожанин, заинтригованный драмой городской жизни, ценителя городских тайн. Фланер — эта идея, которая является неотъемлемой частью идей модернизма и урбанизма в конце XIX века и в начале XX века: «[Фланер] был фигурой современного художника-поэта, фигурой, остро осознающей суету современного жизнь…следователь города, но также признак отчуждения города и капитализма».

## Премия
В 2010 году была учреждена франко-немецкая литературная премия, носящая имя Франца Хесселя. Цель премии состоит в том, чтобы воздать должное современным авторам из обеих стран, которые используют свою литературу для улучшения дипломатических отношений между странами. Премия была впервые присуждена в декабре 2010 года Майлису де Керангал (Maylis de Kerangal)и Катрин Рёггла (Kathrin Röggla).

## Произведения
- 1.Franz Hessel: Verlorene Gespielen. Gedichte. Fischer, Berlin 1905.
- 2.Franz Hessel: Laura Wunderl. Münchner Novellen. Fischer, Berlin 1908.
- 3.Franz Hessel: Der Kramladen des Glücks. Roman. Rütten & Loening, Frankfurt a. M. 1913.
- 4.Franz Hessel: Ein Flaneur in Berlin, Neuausgabe von Spazieren in Berlin; Hrsg. und mit einem Nachwort von Peter Moses-Krause. Mit Fotografien von Friedrich Seidenstücker, Verlag Das Arsenal, Berlin 2011, ISBN 978-3-931109-95-0
- 5.Franz Hessel: Ermunterungen zum Genuß sowie Teigwaren leicht gefärbt und Nachfeier. Die Kleine Prosa 1926—1933. Mit einem Avant-propos von Walter Benjamin. Hrsg. und mit einem Nachwort von Peter Moses-Krause. Verlag Das Arsenal, Berlin 1987, ISBN 978-3-931109-15-8.
- 6.Franz Hessel: Spazieren in Berlin — Mit einem Geleitwort von Stéphane Hessel. Neu herausgegeben von Moritz Reininghaus. Berlin: Verlag für Berlin-Brandenburg 2011, ISBN 978-3-942476-11-9
- 7.Franz Hessel: Sämtliche Werke in fünf Bänden; hrsg. von Hartmut Vollmer, Bernd Witte; Igel-Verlag, Oldenburg 1999; 2. aktualisierte u erweiterte Auflage, Igel-Verlag, Hamburg 2013, ISBN 978-3-86815-580-8
- 8.Franz Hessel: Heimliches Berlin. Roman. (Mit einem Nachwort von Manfred Flügge), Lilienfeld Verlag, Düsseldorf 2012, ISBN 978-3-940357-23-6 (Lilienfeldiana Bd. 12)
- 9.Franz Hessel: Der Kramladen des Glücks. Roman. (Mit einem Nachwort von Manfred Flügge), Lilienfeld Verlag, Düsseldorf 2012, ISBN 978-3-940357-26-7 (Lilienfeldiana Bd. 14)
- 10.Franz Hessel: Pariser Romanze. Papiere eines Verschollenen. (Mit einem Nachwort von Manfred Flügge), Lilienfeld Verlag, Düsseldorf 2012, ISBN 978-3-940357-28-1 (Lilienfeldiana Bd. 15)